# アマチュア局が動作することを許される周波数帯
アマチュア局が動作することを許される周波数帯（あまちゅあきょくがどうさすることをゆるされるしゅうはすうたい）は、総務省令電波法施行規則に基づきアマチュア局が使用する周波数帯（アマチュアバンド又はハムバンド）を規定する総務省告示である。

## 概要
本告示が制定される以前は、アマチュアバンドを規定しているものは郵政省電波監理局（現・総務省総合通信基盤局）から地方電波監理局（現・総合通信局）への通達によるものであった。
本告示には、周波数帯とともにその中央周波数を指定周波数と規定（一部例外あり）しており、無線局免許状には、指定事項の一つとしてこの指定周波数が表示される。

## 沿革
主要な制改定を掲げる。
1955年（昭和30年）- 昭和30年郵政省告示第249号として制定
- 3.5Mc帯から10Gc帯まで11周波数帯が規定された。

1961年（昭和36年）- 昭和36年郵政省告示第712号として全部改正
- 3.5Mc帯から21Gc帯まで12周波数帯が規定された。
- ISMバンドと共用しているものはISM機器からの混信を容認しなければならないとされた。

1973年（昭和48年）- 昭和48年郵政省告示第280号により一部改正
- 周波数の単位がサイクル(c)からヘルツ(Hz)に読み替えられた。

1982年（昭和57年）- 昭和57年郵政省告示第280号として全部改正
- 1.9MHz帯から250GHz帯まで21周波数帯が規定された。

2009年（平成21年）- 平成21年総務省告示第126号として全部改正
- 135kHz帯から250GHz帯まで24周波数帯が規定された。
  - 135kHz帯の追加および7MHz帯が拡張された。

2015年（平成27年）- 平成26年総務省告示第430号により一部改正
- 475kHz帯が規定された。

2020年（令和2年）- 令和2年総務省告示第418号により一部改正
- 1.8MHz帯および3.5MHz帯が拡張された。

## その他
非常通信用周波数4630kHzは、本告示ではなく電波法施行規則第12条第13項に規定されている。